# 列普瑟河
46°21′53″N 78°20′21″E / 46.3646°N 78.3391°E

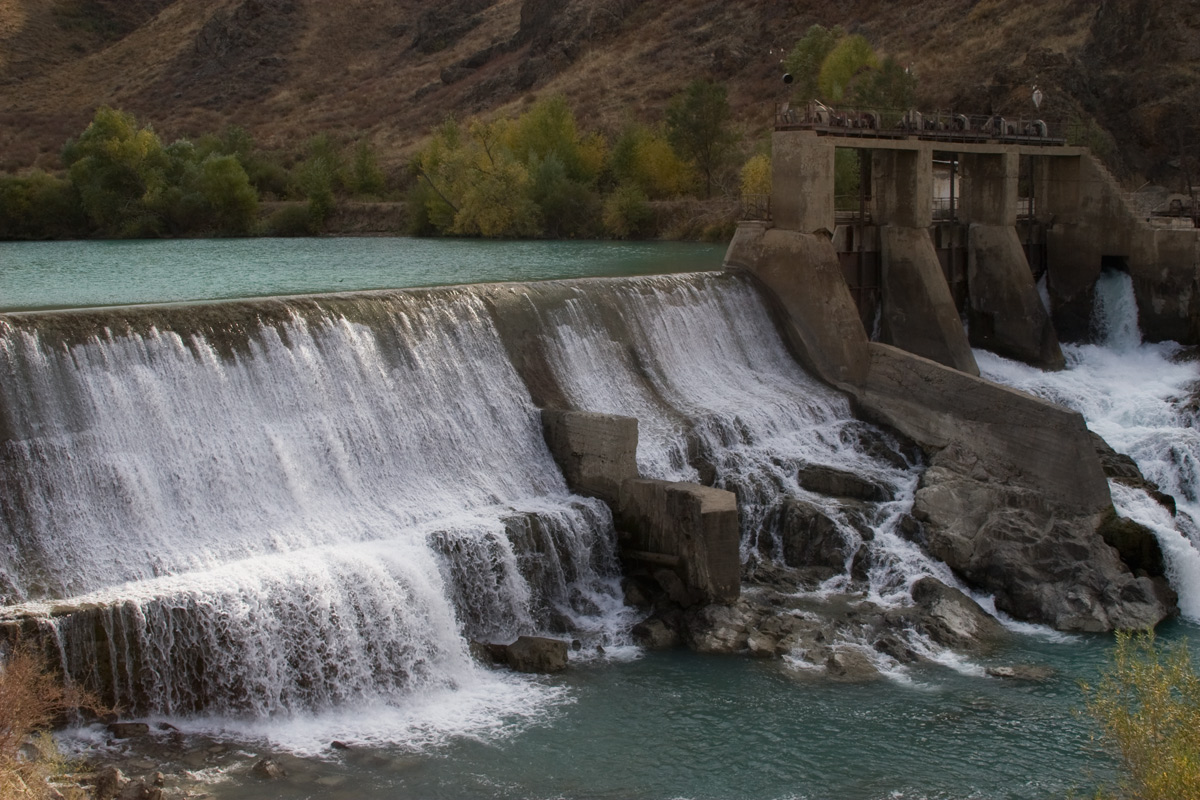

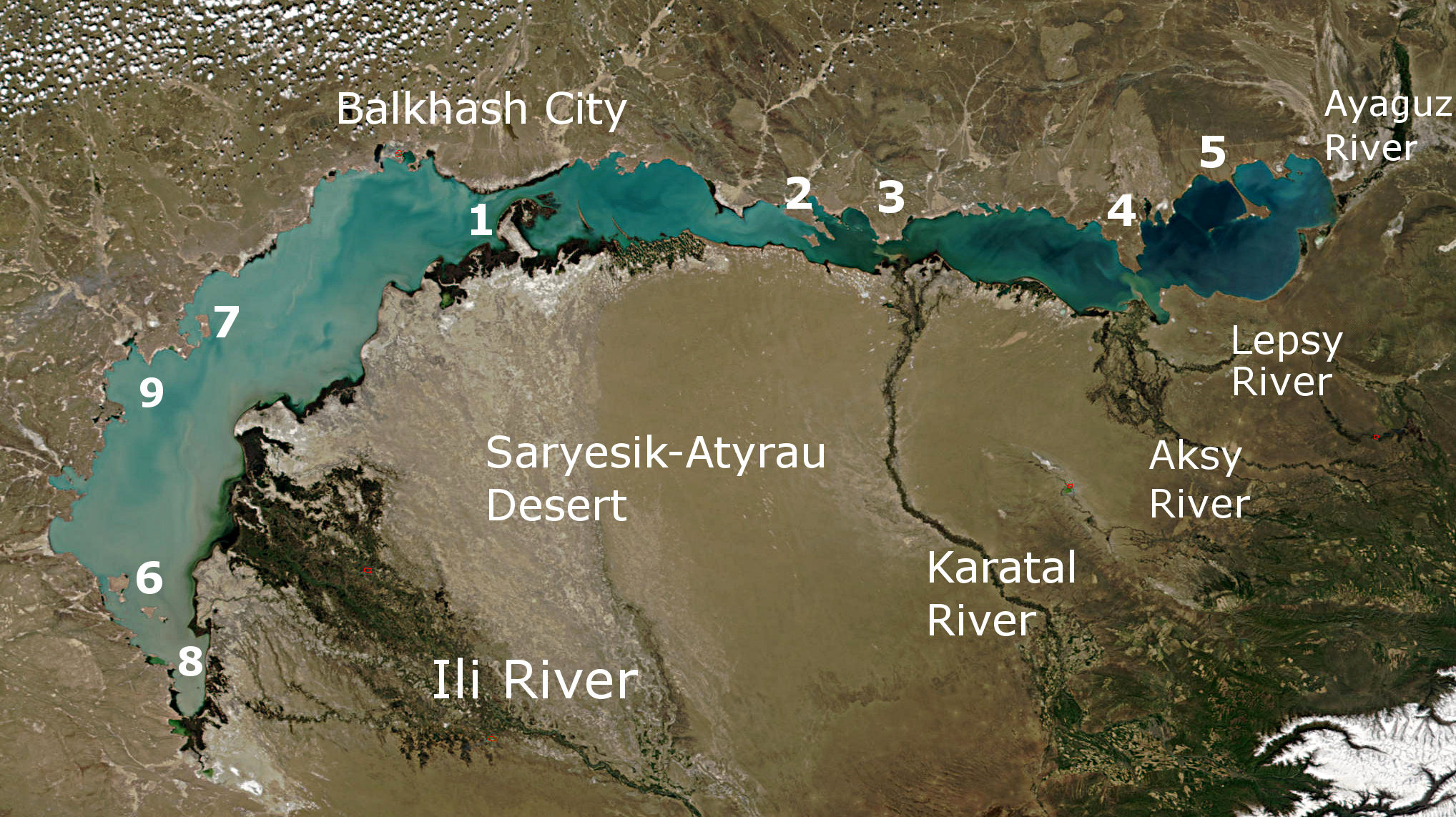

列普瑟河是哈薩克斯坦的河流，位於該國東南部，發源自阿拉套山，河道全長417公里，流域面積8,100平方公里，發源自阿拉套山，最終注入巴爾喀什湖。

## 外部連結
- Лепсы (река в Казахской ССР) （页面存档备份，存于）, Great Soviet Encyclopedia